# Tatjana Tomašova
Tatjana Ivanovna Tomašova (rusko Татьяна Ивановна Томашова), ruska atletinja, * 1. julij 1975, Perm, Sovjetska zveza.
Nastopila je na olimpijskih igrah v letih 2000, 2004 in 2012, v letih 2004 in 2012 je osvojila naslov olimpijske podprvakinje v teku na 1500 m. Na svetovnih prvenstvih je v letih 2003 in 2005 osvojila naslova prvakinje v isti disciplini, na evropskih prvenstvih pa naslov prvakinje leta 2006 in bronasto medaljo. Leta 2008 je prejela dvoletno prepoved nastopanja zaradi dopinga.